# Terapia de reemplazo mitocondrial
La terapia de reemplazo mitocondrial (MRT de sus siglas en inglés, a veces llamada donación mitocondrial) es el reemplazo de mitocondrias en una o más células para prevenir o aminorar enfermedades. La MRT surgió como un método especial de fecundación in vitro , en la cual parte o todo el ADN mitocondrial del futuro bebé proviene de una tercera parte. Esta técnica se utiliza en los casos en los que las madres son portadoras de genes de enfermedades mitocondriales. El uso de esta terapia fue aprobado en el Reino Unido. Existe una segunda aplicación que consiste en utilizar mitocondrias autólogas para reemplazar las mitocondrias de un tejido dañado y restaurar el estado funcional del tejido. Este método ha sido utilizado en investigaciones clínicas de los Estados Unidos para tratar a recién nacidos con alteraciones cardíacas.

## Usos médicos

### Fecundaciónin vitro
La terapia de reemplazo mitocondrial ha sido utilizada para prevenir la transmisión de enfermedades mitocondriales de madre a hijo. Únicamente las clínicas autorizadas por la Human Fertilisation and Embryology Authority (HFEA o Autoridad de Fertilización y Embriología Humana) del Reino Unido pueden llevarla a cabo y solo en personas aprobadas individualmente por la HFEA, para quienes es poco probable que el diagnóstico genético preimplantacional les sea útil, y que hayan firmado el consentimiento informado a sabiendas de que los riesgos y beneficios todavía se desconocen.
Alrededor del 0,5 % de la población presenta mutaciones relevantes y la enfermedad afecta más o menos a uno de cada 5000 individuos (0,02 %). El porcentaje de personas afectadas es mucho menor porque las células contienen muchas mitocondrias, solo algunas de las cuales portan mutaciones. El número de mitocondrias mutadas necesita alcanzar cierto umbral para llegar a afectar a toda la célula y muchas células tienen que estar afectadas para que la persona presente la enfermedad.
El promedio de nacimientos anuales entre las mujeres con riesgo de transmitir la enfermedad se estima en 150 mujeres en el Reino Unido y 800 en los Estados Unidos.
Antes del desarrollo de la MRT, y en lugares donde no es legal o factible, las opciones reproductivas para las mujeres con riesgo de transmitir una enfermedad del ADN mitocondrial (ADNmt) que querían prevenir su transmisión eran utilizar los óvulos de otra mujer, la adopción o no tener hijos.: 45 

### Función tisular
La técnica en la que se extraen mitocondrias autólogas de un tejido sano y se inyectan en un tejido dañado ha sido utilizada para tratar a recién nacidos con alteraciones cardíacas. Las alternativas a este método incluyen el uso de un oxigenador de membrana extracorpóreo (ECMO) o un trasplante de tejido u órgano.

## Técnicas
Se realiza mediante la fecundación in vitro y conlleva extraer óvulos  de una mujer, extraer espermatozoides de un hombre, fertilizar el óvulo con el esperma, dejar que el óvulo fertilizado pase a la fase de blastocisto y luego implantar el blastocisto. La MRT implica la extracción de un óvulo adicional de una tercera persona y la manipulación tanto del óvulo de la paciente receptora como del óvulo de la donante.
En 2016 había tres técnicas de MRT: la transferencia del huso meiótico o materno (maternal spindle transfer o MST), la transferencia pronuclear (pronuclear transfer o PNT) y, la más recientemente a partir de esa fecha, la transferencia del corpúsculo polar (polar body transfer o PBT). La técnica original, en la cual se extraía el citoplasma que contiene mitocondrias de un óvulo de la donante y se inyectaba simplemente en el óvulo de la paciente receptora, ya no se utiliza.: 46–47 

Esquema de las fases meióticas, donde se muestra el aspecto de los cromosomas en la metafase II.

En la MST, se extrae un ovocito de la paciente receptora, y cuando está en la metafase II de división celular, se elimina el complejo cromosomas-huso acromático. En el proceso, parte del citoplasma se extrae con él, por lo que es probable que contenga algunas mitocondrias. El complejo cromosomas-huso acromático se transfiere a un ovocito de la donante cuyo núcleo ha sido eliminado previamente. Se fertiliza este óvulo con esperma y se espera hasta que se transforme en blastocisto, el cual podrá ser analizado mediante el diagnóstico genético preimplantacional en busca de mutaciones mitocondriales, antes de implantarlo en el útero de la paciente receptora.: 47–48 
En la PNT, se extrae un ovocito de la paciente receptora y se fertiliza con esperma. También se fertiliza el ovocito de la donante con esperma de la misma persona. Los pronúcleos masculinos y femeninos se extraen de cada óvulo fertilizado antes de su fusión y, después, se inyectan los pronúcleos del óvulo fertilizado de la paciente receptora en el óvulo fertilizado de la donante. Como ocurre con la MST, puede que una pequeña cantidad del citoplasma del óvulo de la donante acabe transfiriéndose en el proceso y, al igual que con la MST, se espera hasta que el óvulo fertilizado se transforme en blastocisto, el cual podrá ser analizado mediante el diagnóstico genético preimplantacional en busca de mutaciones mitocondriales, antes de implantarlo en el útero de la paciente receptora.: 50 

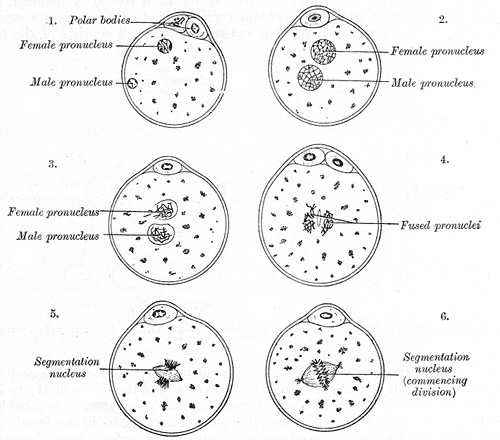
El proceso de fertilización de un óvulo de ratón, donde se puede apreciar el pronúcleo.

En la transferencia del corpúsculo polar, un cuerpo o corpúsculo polar (una célula pequeña con muy poco citoplasma que se crea cuando un óvulo se divide) de la paciente receptora se utiliza en su totalidad, en lugar de utilizar el material nuclear extraído del óvulo normal de la paciente receptora; esto puede usarse tanto en la MST como en la PNT. Esta técnica fue publicada por primera vez en 2014 y hasta 2015 no consiguieron replicarla de forma consistente, pero parece prometedora ya que la probabilidad de transmitir las mitocondrias de la paciente receptora es muy baja, porque los cuerpos polares contienen muy pocas mitocondrias, y no requiere la extracción de material del óvulo de la paciente receptora.

Esquema explicativo de la formación de los cuerpos polares.

### Transferencia citoplasmática
La transferencia citoplasmática fue desarrollada originalmente en la década de los 80, mientras llevaban a cabo experimentos básicos con ratones para estudiar el papel que desempeñan las partes de la célula no pertenecientes al núcleo en el desarrollo embrionario. En esta técnica, se extrae el citoplasma de un huevo de la donante (incluyendo las proteínas, el ARN de mensajero (ARNm), las mitocondrias y otras organelas) y se inyecta en el óvulo de la paciente receptora, lo que da lugar a una mezcla de material genético mitocondrial. Esta técnica comenzó a usarse a finales de la década de los 90 para «revitalizar» los óvulos de las mujeres mayores que tenían problemas para lograr concebir y con ella llegaron a nacer unos 30 bebés. Surgieron inquietudes acerca de que la mezcla de material genético y de proteínas pudiese causar problemas en cuanto a los solapamientos epigenéticos, a los conflictos entre el material de la paciente receptora y el de la donante que pudiesen afectar al proceso de desarrollo, o debido a la inyección del material de la donante. Después de descubrir que tres de los niños nacidos mediante esta técnica padecían trastornos del desarrollo (2 casos del síndrome de Turner y un caso de trastorno generalizado del desarrollo (un trastorno del espectro autista)), la Administración de Alimentos y Medicamentos de los Estados Unidos (FDA) prohibió el procedimiento hasta que un estudio clínico pudiese demostrar su seguridad. A pesar de que, en 2015, ese estudio todavía no se había realizado, el procedimiento estaba siendo usado en otros países.
Un método relacionado utiliza mitocondrias autólogas extraídas de un tejido sano para reemplazar las mitocondrias de un tejido dañado. Estas técnicas de transferencia se realizan tanto por inyección directa en el tejido dañado como por inyección a través de los vasos que suministran sangre al tejido.

## Riesgos
La fecundación in vivo mediante MRT implica el cribado genético preimplantacional de la madre, el diagnóstico genético preimplantacional después de la fertilización del óvulo y la fecundación in vitro. Acarrea todos los riesgos de estos procedimientos.: 60 
Además, ambos procedimientos utilizados en la MRT conllevan sus propios riesgos. Por un lado, los procedimientos alteran físicamente dos ovocitos, ya que se elimina el material genético nuclear del óvulo de la paciente receptora u óvulo fertilizado para insertarlo en el óvulo no fertilizado o fertilizado de la donante. En ambos procedimientos, estas manipulaciones pueden causar daños de diversas formas que no eran del todo conocidas en 2016.: 23 
Las mitocondrias maternas se transferirán al óvulo de la donante. En 2016 se estimó que utilizando las técnicas modernas del Reino Unido, el porcentaje de mitocondrias maternas rondaría solo el 2 % o menos de las mitocondrias del óvulo resultante, un umbral que la HFEA considera seguro y dentro de los límites de las variaciones mitocondriales que la mayoría de las personas tenemos.: 23–24 
Debido a que los procedimientos de la MRT requieren actuar en momentos precisos del desarrollo del óvulo y de la fecundación y que conllevan la manipulación de los óvulos, existe el riesgo de que los huevos maduren de manera anormal o de que se produzcan anomalías durante la fecundación. En 2016, el HFEA consideró que las técnicas de laboratorio en el Reino Unido ya estaban lo suficientemente desarrolladas para gestionar estos riesgos, así como para proceder con cautela a facilitar el acceso a la MRT.: 33–34 
Como las mitocondrias del óvulo final proceden de una tercera persona, que difiere de las dos partes cuyo ADN está en el núcleo, y porque el ADN nuclear codifica los genes que producen algunas de las proteínas y el ARNm utilizados por las mitocondrias, existe un riesgo teórico de interacciones adversas «mitonucleares». Si bien este riesgo teórico podría manejarse intentando hacer coincidir el haplotipo de la donante y el de la paciente receptora, en 2016 no había indicios de que hubiese un riesgo real.: 34–37 
Para acabar, existe el riesgo de producir modificaciones epigenéticas del ADN del núcleo y las mitocondrias, derivadas del propio procedimiento o por interacciones mitonucleares. Hasta el 2016, estos riesgos parecían ser mínimos, pero los controlaban a través de un estudio a largo plazo sobre los niños nacidos gracias a este procedimiento.: 38 

## Historia
En 1996, en los Estados Unidos, el embriólogo Jacques Cohen junto con otros profesionales del Instituto de Medicina Reproductiva y Ciencia (Institute for Reproductive Medicine and Science), perteneciente al Centro Médico San Barnabas (Saint Barnabas Medical Center) de Livingston (Nueva Jersey), fueron los primeros en utilizar la transferencia citoplasmática en un procedimiento de reproducción asistida humana. En 1997, nació el primer bebé usando este procedimiento (Emma Ott). En 2001, Cohen et al. informaron de que mediante esta técnica habían nacido 10 bebés únicos, unos gemelos y unos cuatrillizos en su clínica de Nueva Jersey, y otros seis niños más en Israel. Tras aplicar algunas modificaciones al procedimiento, nacieron un bebé en la Escuela de Medicina del Este de Virginia (Eastern Virginia Medical School), cinco niños en la Clínica de Infertilidad del Hospital para Mujeres Lee (Lee Women's Hospital Infertility Clinic) en Taichung (Taiwán), unos gemelos en Nápoles (Italia) y unos gemelos en India. A fecha de 2016, anunciaron que un total de 30-50 niños en todo el mundo habían nacido mediante la transferencia citoplasmática.
En 2002, la FDA solicitó una reunión del Comité Asesor de Modificadores de Respuesta Biológica (Biological Response Modifiers Advisory Committee Meeting) para asesorarles con respecto a la técnica de transferencia citoplasmática como tratamiento para la infertilidad. Este comité consideró que el hecho de que se diese una transferencia involuntaria de cromosomas era arriesgado y que aumentaba la supervivencia de los embriones anormales. La FDA informó a las clínicas de que consideraban la técnica de transferencia citoplasmática como un nuevo tratamiento y que, como tal, debían presentar una solicitud de Nuevo Fármaco en Investigación (Investigational New Drug o IND). La clínica de Cohen inició la solicitud pre-IND, pero luego la clínica fue privatizada, la financiación destinada a la solicitud se evaporó, la solicitud cayó en el olvido, el equipo de investigación se disolvió y el procedimiento de transferencia citoplasmática perdió su respaldo. En 2016, 12 (de los 13) padres de los niños nacidos mediante transferencia citoplásmica en el Saint Barnabas Center participaron en una encuesta de seguimiento limitada vía cuestionario online. Los niños que tenían, por aquel entonces, entre 13 y 18 años, no mostraron ningún problema importante.
En 2009, un equipo de Japón publicó estudios sobre la donación mitocondrial. Ese mismo año, un equipo liderado por científicos de la Oregon Health & Science University (Universidad de Salud y Ciencia de Oregón) publicó los resultados de la donación mitocondrial en monos. El equipo en cuestión publicó un informe actualizado sobre la salud de los monos nacidos mediante esta técnica, así como sobre los estudios adicionales realizados en embriones humanos.
En 2010, Craven et al. lograron reducir la transmisión del ADNmt mutado en sus ensayos humanos con ovocitos. Los resultados del estudio mostraron que el remanente medio de T-ADN (ADN transferido) era inferior al 2 % en todos los embriones experimentales. Es resultado fue el mismo tanto en el método de transferencia MI-SCC como en el PN de la MTR. Esta investigación no se extendió más allá de la etapa del blastocisto debido a cuestiones éticas, pero todavía hay preocupación acerca de si los resultados recuperados de la etapa del blastocisto son representaciones válidas de los embriones enteros. Debido a estas especulaciones y a las dudas acerca de la viabilidad de la MTR como técnica segura y eficaz, se deberían llevar a cabo más investigaciones y ensayos clínicos para probar la eficacia a largo plazo de la MTR en pacientes humanos.
Tras los experimentos con animales y la recomendación de un comité de expertos comisionado por el gobierno, el Reino Unido aprobó en 2001 la Normativa sobre Fecundación y Embriología Humana (con Fines de Investigación) que regulan y permiten realizar experimentos con embriones humanos. En 2004, la Newcastle University solicitó una licencia para investigar la transferencia pronuclear a fin de evitar la transmisión de enfermedades mitocondriales y esta les fue concedida en 2005. Tras una investigación adicional realizada por Newcastle y Wellcome Trust, una revisión científica, consultas públicas y debates, el gobierno británico recomendó legalizar la donación mitocondrial en 2013. En 2015, el Parlamento aprobó la Normativa sobre Fecundación y Embriología Humana (para Donación mitocondrial), que entró en vigor el 29 de octubre de 2015, legalizando así la donación mitocondrial humana en el Reino Unido. La Autoridad de Fecundación y Embriología Humana (HFEA) recibió la autorización para licenciar y gestionar los centros médicos que querían utilizar la donación mitocondrial humana. En febrero de 2016, la US National Academy of Sciences (Academia Nacional de Ciencias de los Estados Unidos) emitió un informe en el que describen las tecnologías existentes en ese momento y los problemas éticos circundantes.
En noviembre de 2016, se emitió el cuarto informe del Comité de Seguridad de la HFEA en el que explicaban los trámites necesarios para que la HFEA autorizase la MRT. La HFEA publicó su normativa en diciembre de 2016 y concedió su primera licencia (a la Newcastle University) en marzo de 2017. Entre agosto de 2017 y enero de 2019, la HFEA ha recibido 15 solicitudes de mujeres que deseaban someterse a la TRM, de las cuales han sido aprobadas 14 solicitudes. A partir del año 2020, si se han producido nacimientos derivados del uso de este procedimiento, los detalles no han sido publicados por deseo expreso de los padres.
En 2016, le otorgaron el título de Caballero a Douglass Turnbull, el principal impulsor detrás de la investigación mitocondrial en la Newcastle University.
En 2016, John Zhang y un equipo de Nueva York utilizaron la técnica de transferencia del huso meiótico para ayudar a una mujer jordana a concebir un niño en México, donde no existía una ley en contra del uso de esta técnica. La madre era portadora de la enfermedad de Leigh y ya había sufrido cuatro abortos espontáneos, además de dar a luz a dos niños que murieron por la enfermedad. En junio de 2018, Valery Zukin, director de la clínica Nadiya de Kiev (Ucrania), informó de que los médicos de la clínica habían utilizado el método de transferencia pronuclear de la MRT para ayudar a cuatro mujeres a dar a luz (a tres niños y una niña), a tres mujeres a concebir (una era de Suecia) y que habían tenido 14 intentos fallidos. En enero de 2019, informaron del nacimiento de siete bebés mediante la MRT. Antes de nada, los médicos habían recibido la aprobación de un comité ético y de una junta de revisión de la Asociación Ucraniana de Medicina Reproductiva y de la Academia Médica de Postgrado de Ucrania, bajo el auspicio del Ministerio de Salud de Ucrania, pero no existía ninguna ley en Ucrania en contra de la MRT. En enero de 2017, nació uno de los primeros bebés, un niño, de una mujer de 34 años y declararon que los resultados de las pruebas genéticas eran normales. En agosto y octubre de 2017, la HFEA británica autorizó la MRT para dos mujeres que tenían una mutación genética mitocondrial que causa epilepsia mioclónica asociada a fibras rojas rasgadas. En enero de 2019, la empresa Embryotools de Barcelona (España) anunció que una mujer griega de 32 años había quedado embarazada mediante la técnica de transferencia del huso meiótico. Como la MRT no era legal en España, tuvieron que realizar el procedimiento en Grecia, donde no existía ninguna ley en contra de la MRT. El Instituto de Vida de Atenas (Grecia) les prestó su ayuda y tuvieron que obtener la aprobación de la Autoridad Nacional Griega de Reproducción Asistida. La mujer griega que quedó embarazada ya había pasado por cuatro ciclos de FIV fallidos y por dos cirugías de endometriosis.
En agosto de 2017, la FDA advirtió por carta a dos clínicas, la de Zhang siendo una de ellas, de que la técnica no debía comercializarse en los Estados Unidos.
En junio de 2018, la Comisión de Referencias de Asuntos Comunitarios (Senate Community Affairs References Committee) del Senado de Australia recomendó avanzar hacia la legalización de la MRT y, en julio de 2018, el Senado australiano la aprobó. La investigación y las aplicaciones clínicas de la MRT fueron reguladas mediante leyes elaboradas por los gobiernos federales y estatales. Las leyes estatales eran, por lo general, consistentes con la ley federal. En todos los estados, la legislación prohibió el uso de técnicas de MRT en las clínicas y, salvo en Australia Occidental, la investigación de la MRT estaba limitada y solo se permitía hasta el día 14 del desarrollo embrionario, además de estar sujeta a la concesión de una autorización. En 2010, el Excmo. Sr. Mark Butler, actual miembro parlamentario australiano (en aquel entonces, Ministro Federal de la Salud Mental y de la Tercera Edad), nombró un comité independiente para examinar los dos leyes pertinentes: la Prohibición de la Ley de Clonación Humana Reproductiva de 2002, y la Ley de Investigación con Embriones Humanos de 2002. En el informe del comité, publicado en julio de 2011, recomendaban que la legislación existente se mantuviese inalterada. En junio de 2020, el National Health and Medical Research Council de Australia publicó dos informes sobre la legalización de la TRM.
Singapur también estuvo considerando permitir la MRT en 2018.
En 2018, unos investigadores anunciaron haber utilizado la MRT para restaurar la función del tejido cardíaco en recién nacidos con alteraciones cardíacas. Las células del corazón dañadas absorbieron las mitocondrias extraídas del tejido sano y recuperaron su funcionalidad.

## Sociedad y cultura

### Regulación
Hasta febrero de 2016, en los Estados Unidos no existía ninguna normativa sobre la donación mitocondrial y el Congreso prohibió a la FDA que evaluase cualquier solicitud relativa a la implantación de embriones modificados en una mujer.
El Reino Unido se convirtió en el primer país en legalizar el procedimiento. La Responsable del Ministerio de Salud del Reino Unido recomendó que se legalizara en 2013; el Parlamento aprobó la Normativa sobre Fecundación y Embriología Humana (para Donación mitocondrial) en 2015; y la autoridad reguladora publicó la normativa en 2016.

### Ética
A pesar de los prometedores resultados de las dos técnicas, la transferencia pronuclear y la transferencia del huso meiótico, el reemplazo genético mitocondrial plantea problemas éticos y sociales.
La donación mitocondrial implica la modificación de la línea germinal, por lo que esas modificaciones se transmitirían a las generaciones posteriores. El uso de embriones humanos en la investigación in vitro también ha creado controversia, ya que los embriones son creados específicamente para la investigación, a cambio de una compensación económica para las donantes de óvulos.
Otro de los problemas éticos que se han planteado es las implicaciones sobre la identidad que pueden generar un impacto psicológico y emocional en la vida del niño con respecto del sentimiento de identidad de un individuo. El debate gira en torno a si la estructura genética de los niños nacidos como resultado del reemplazo mitocondrial puede afectar a su bienestar emocional cuando son conscientes de que son diferentes a los otros niños sanos concebidos de dos padres.
Los opositores sostienen que los científicos están «jugando a ser Dios» y que los niños con tres padres genéticos pueden sufrir tanto daños psicológicos como físicos.
Por otro lado, el investigador James Grifo de la New York University, un crítico de la prohibición estadounidense, ha argumentado que la sociedad «no hubiese logrado nunca los avances actuales en el tratamiento de la infertilidad si hubiesen impuesto estas prohibiciones 10 años antes».
El 3 de febrero de 2016, el Institute of Medicine of the National Academies of Sciences, Engineering, and Medicine (Instituto de Medicina de las Academias Nacionales de Ciencia, Ingeniería y Medicina) publicó un informe (encomendado por la FDA de los EE. UU.) sobre si es éticamente permisible continuar la investigación clínica sobre las técnicas de reemplazo mitocondrial (MRT). El informe, titulado Mitochondrial Replacement Techniques: Ethical, Social, and Policy Considerations (Técnicas de Reemplazo Mitocondrial: Consideraciones éticas, sociales y políticas), analiza los distintos elementos de los argumentos expuestos relativos a la MRT y concluye que es «éticamente permisible» continuar las investigaciones clínicas sobre la MRT, siempre y cuando se cumplan ciertas condiciones. Recomendaron que inicialmente solo debería llevarse a cabo con embriones masculinos para asegurar que el ADN portador de enfermedades mitocondriales no llegase a ser transferido.
En 2018, Carl Zimmer comparó las reacciones que suscitó el experimento de edición genética en humanos de He Jiankui con las del debate sobre la MRT.